# Mall Bay
Mall Bay är en vik i Kanada.   Den ligger i provinsen Newfoundland och Labrador, i den östra delen av landet, 1 700 km öster om huvudstaden Ottawa.
I omgivningarna runt Mall Bay växer i huvudsak blandskog. Runt Mall Bay är det mycket glesbefolkat, med 6 invånare per kvadratkilometer.